# Lega Nazionale A 1996-1997 (calcio femminile)
La Lega Nazionale A 1996-1997, campionato svizzero femminile di prima serie, si concluse con la vittoria del DFC Berna.

## Classifica
|  | Pos. | Squadra           | Pt | G  | V  | N | P  | GF | GS | DR  |
|  | ---- | ----------------- | -- | -- | -- | - | -- | -- | -- | --- |
|  | 1.   | Berna             | 50 | 18 | 16 | 2 | 0  | 73 | 10 | +63 |
|  | 2.   | Sursee            | 35 | 18 | 11 | 2 | 5  | 38 | 26 | +12 |
|  | 3.   | Rot-Schwarz Thun  | 29 | 18 | 9  | 2 | 7  | 32 | 37 | -5  |
|  | 4.   | Blue Stars Zurigo | 27 | 18 | 8  | 3 | 7  | 27 | 41 | -14 |
|  | 5.   | Malters           | 26 | 18 | 8  | 2 | 8  | 25 | 25 | 0   |
|  | 6.   | Seebach           | 26 | 18 | 8  | 2 | 8  | 27 | 29 | -2  |
|  | 7.   | Schwerzenbach     | 23 | 18 | 7  | 2 | 9  | 26 | 27 | -1  |
|  | 8.   | Rapid Lugano      | 21 | 18 | 6  | 3 | 9  | 35 | 52 | -17 |
|  | 9.   | Giubiasco         | 11 | 18 | 2  | 5 | 11 | 19 | 34 | -15 |
|  | 10.  | Lachen            | 9  | 18 | 2  | 3 | 13 | 21 | 42 | -21 |

Legenda:

      Campione di Svizzera.
      Relegata in Lega Nazionale B.
Note:

Tre punti a vittoria, uno a pareggio, zero a sconfitta.